# 戴维·麦克伦南

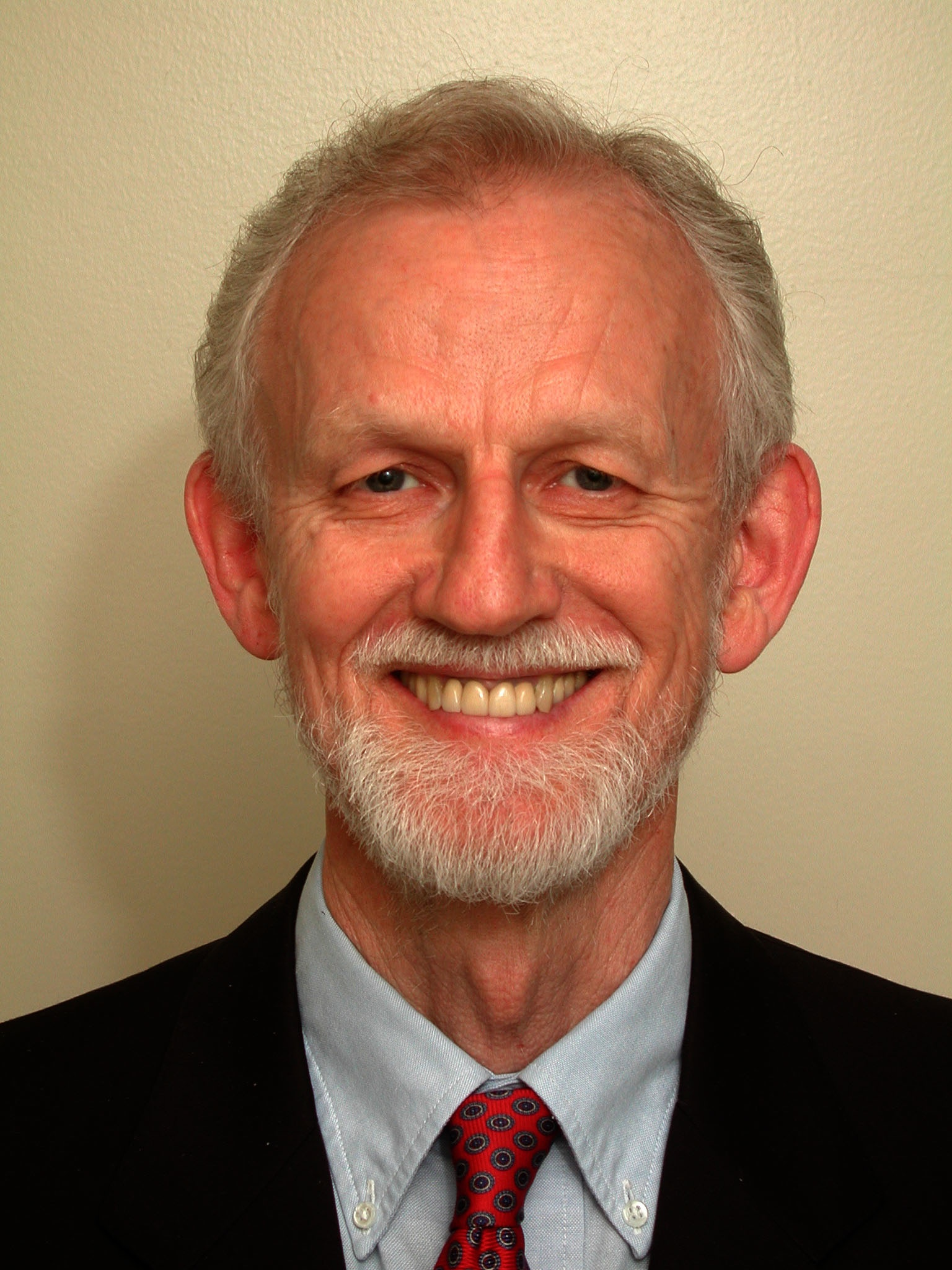
Dr David MacLennan

戴维·麦克伦南（英語：David MacLennan，1937年7月3日—2020年6月24日），加拿大生化学家、遗传学家，其主要工作是关于调节钙离子流通过肌浆网的蛋白质，这种调节能够控制肌肉的收缩和舒张，他在肌肉中的钙调节蛋白引发遗传缺陷疾病这方面有重要发现。1991年获盖尔德纳国际奖，1994年被选为皇家学会院士。